# Skunk Anansie

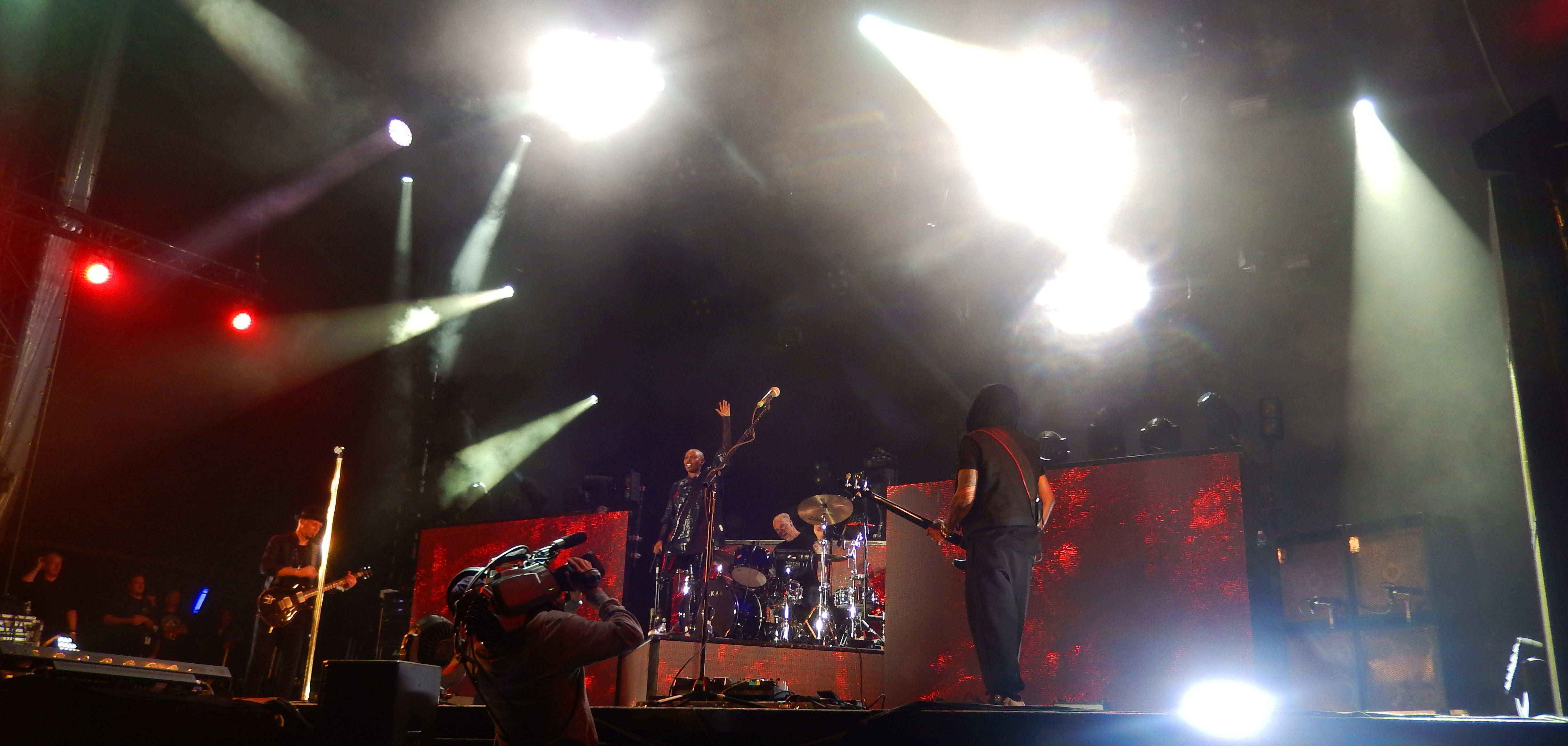
Skunk Anansie à Landerneau en 2016.

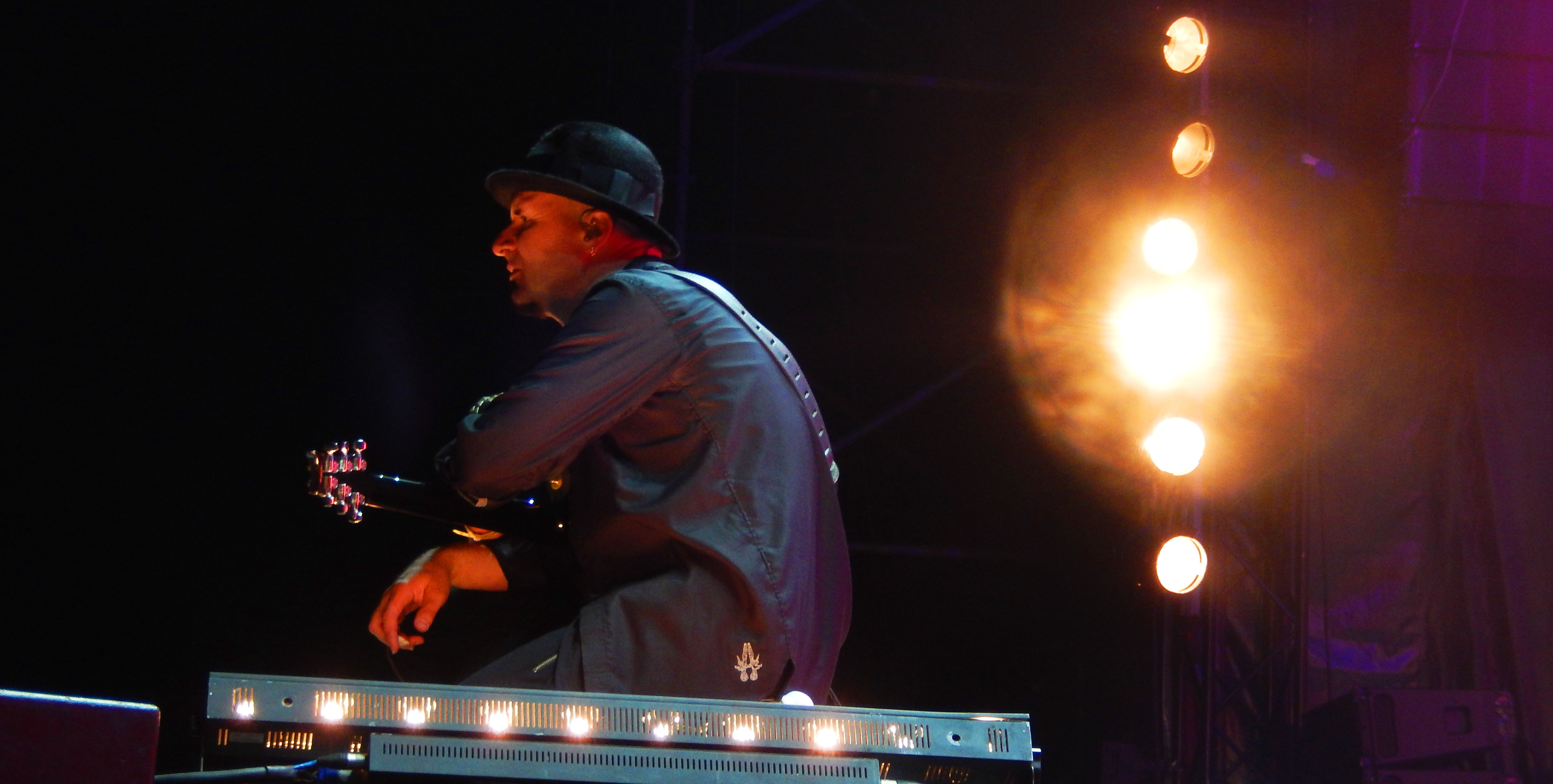
Ace (Skunk Anansie) à Landerneau en 2016.

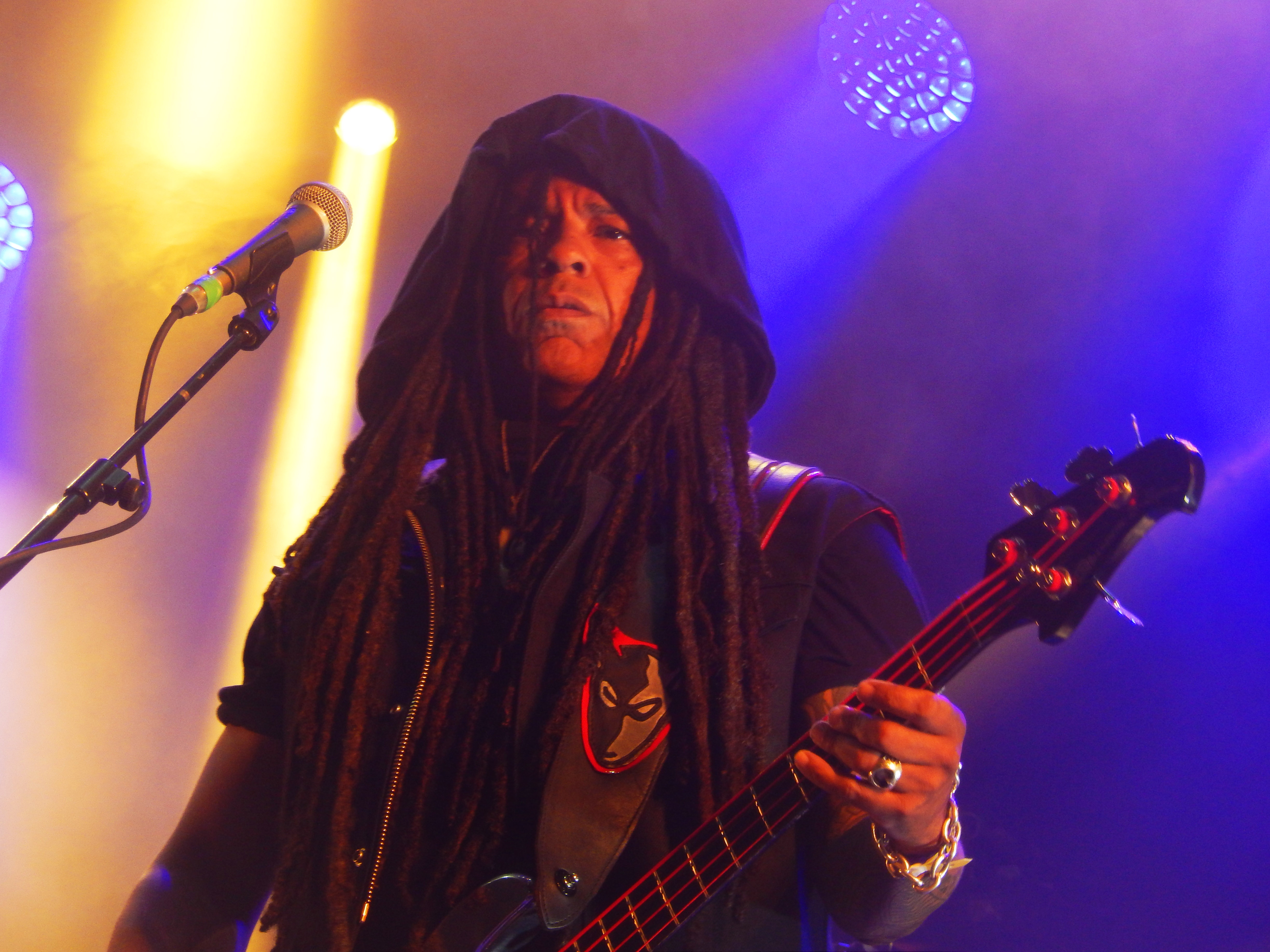
Cass (Skunk Anansie) à Landerneau en 2016.

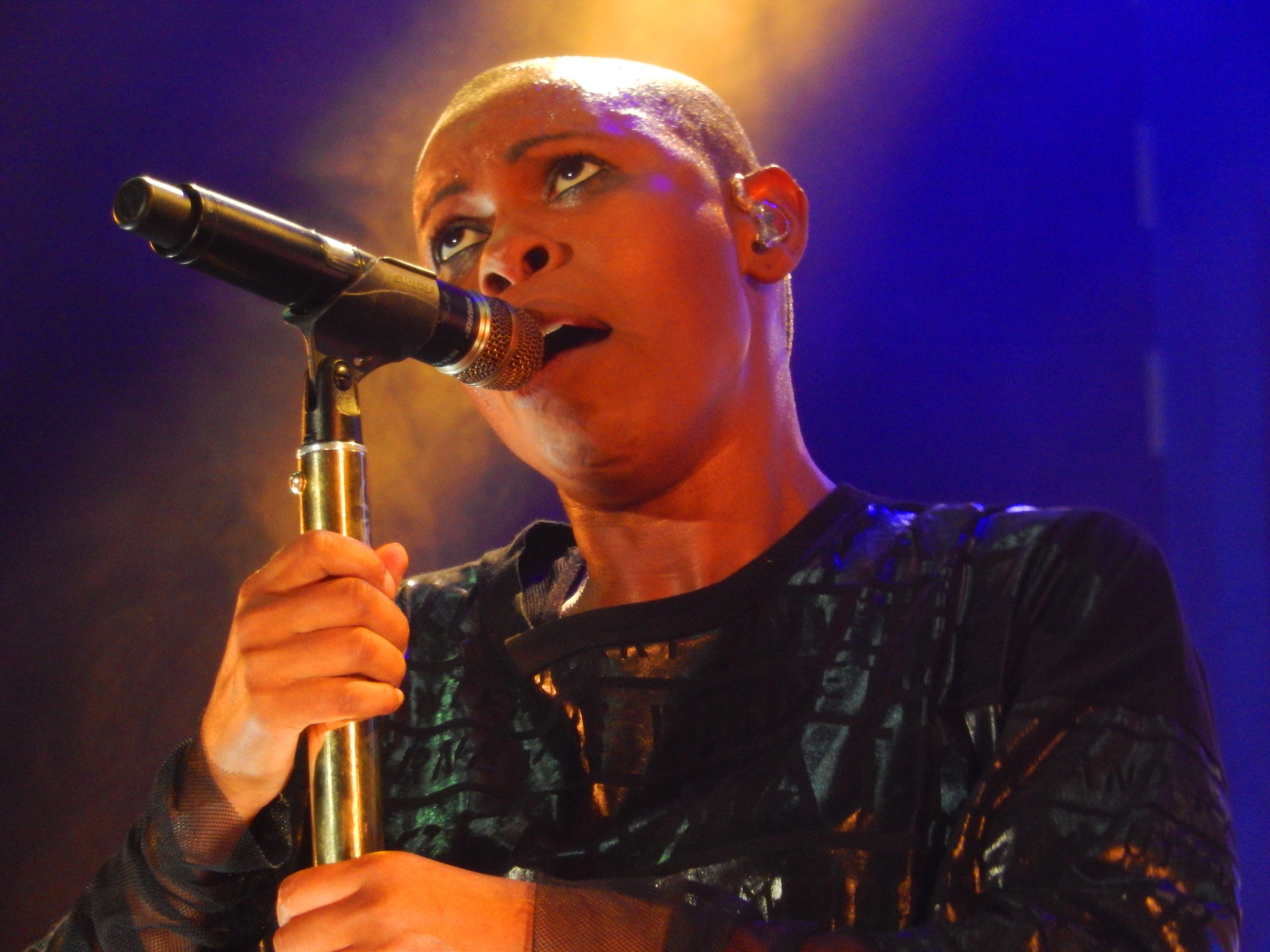
Skin (Skunk Anansie) à Landerneau en 2016.

Skunk Anansie est un groupe de rock alternatif britannique, originaire de Londres, en Angleterre, formé en 1994 dont le membre le plus remarquable est la chanteuse au crâne rasé, Deborah Dyer (alias Skin) qui est accompagnée d’Ace à la guitare, Cass à la basse et Mark Richardson à la batterie. Il est dissous en 2001 après avoir sorti trois albums — Paranoid and Sunburnt (1995), Stoosh (1996), et Post Orgasmic Chill (1999) — qui ont connu le succès dans toute l'Europe. Le groupe se reforme en 2009, et sort quatre autres albums studio, — Wonderlustre (2010), Black Traffic (2012), Anarchytecture (2016) et The Painful Truth (2025) —, ainsi qu'un album en concert.

## Biographie

### Première période (1994–2001)

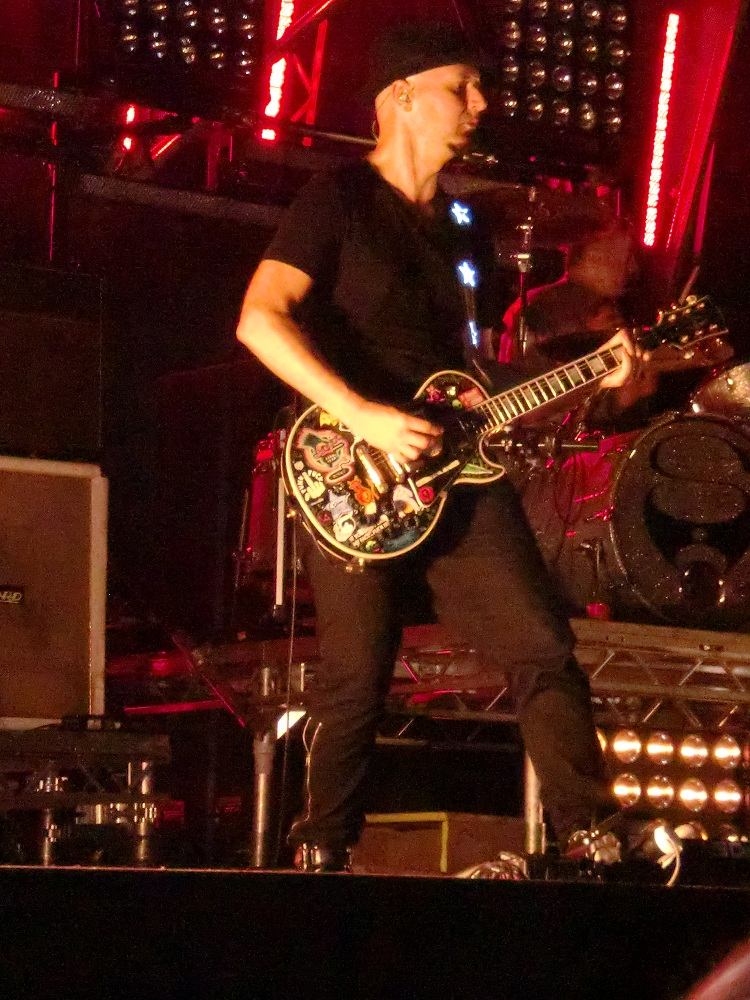
Ace en concert à Rome, en 2010.

Le groupe est formé à l'origine par Skin et Cass sous le nom de Mamma Wild. Ils sont ensuite rejoints par Ace, qui remplace le précédent guitariste, et le groupe se renomme Skunk Anansie en février 1994. Le nom du groupe vient du mot d'une langue d'Afrique « anansie », qui signifie araignée ou homme-araignée et fait référence à Anansi, un personnage mythique de certains contes africains (déformé en « Aunt Nancy » outre-atlantique). Le mot « skunk » signifie mouffette mais peut faire également référence à une variété de cannabis et a été ajouté pour rendre le nom du groupe « plus méchant ».
La formation joue son premier concert public dans un club de Londres, le Splash (rebaptisé depuis le Monto Water Rats), en mars 1994 et a alors Robbie France comme batteur. Le groupe se fait remarquer par son style musical qui mêle punk, metal et funk, par ses textes provocateurs, comme les chansons Little Baby Swastikka et Selling Jesus, et par la présence scénique et le look de Skin.
Le groupe enregistre son premier album, Paranoid and Sunburnt, en six semaines dans une maison réputée hantée près de Londres. Robbie France quitte le groupe peu après et est remplacé par Mark Richardson, que le groupe a rencontré à la cérémonie des Kerrang! Awards. Lors de celle-ci, il remporte le prix du meilleur nouveau groupe britannique. Paranoid and Sunburnt sort le 21 septembre 1995 chez One Little Indian Records et atteint la 8e place du classement de ventes d'albums au Royaume-Uni. Il est certifié disque de platine dans ce pays en 1998. Les singles Charity et Weak se classent tous deux à la 20e place de l'UK Singles Chart. Deux chansons de l'album, Feed et Selling Jesus, apparaissent dans la bande originale du film Strange Days (1995).
En 1996, la formation remporte le prix du meilleur groupe de live aux Kerrang! Awards. Le deuxième album du groupe, Stoosh, sort le 7 octobre 1996. Il introduit des sonorités folk et dub reggae et mêle l'explosivité de son prédécesseur à des chansons plus calmes. L'album se classe à la 9e place de l'UK Albums Chart et est un succès dans toute l'Europe. Il est certifié disque de platine au Royaume-Uni en 1997. Les singles All I Want, Hedonism et Brazen se classent respectivement aux 14e, 13e et 11e de l'UK Singles Chart. Toujours en 1997, le groupe est nommé aux MTV Europe Music Awards dans les catégories du meilleur groupe et du meilleur artiste live. En 1998, le groupe signe chez Virgin Records et enregistre à New York un troisième album, Post Orgasmic Chill, qui sort le 22 mars 1999. Cet album, où le groupe explore d'autres styles musicaux et notamment le drum and bass, rencontre un peu moins de succès au Royaume-Uni, où il se classe à la 16e place, mais se vend aussi bien voire mieux que Stoosh dans les autres pays européens. Il est certifié disque d'or au Royaume-Uni en 2000. Les singles Charlie Big Potato et Secretly atteignent les 17e et 16e de l'UK Singles Chart.
En 2001, le groupe décide de se séparer en bons termes.

### Projets parallèles (2002–2008)
Après leur séparation, Skin poursuit une carrière en solo et enregistre deux albums qui sortent en septembre 2003 (Fleshwounds, coécrit avec Len Arran) et mars 2006 (Fake Chemical State). Cass enregistre en 2002 un album, Scars, avec Gary Moore. Ace réalise un album solo (Still Hungry) sous le nom de Ace Sounds, qui fait participer Shingai Shoniwa des Noisettes et Skye de Morcheeba. Mark Richardson enregistre pour plusieurs artistes dont Skin avant de se joindre au groupe Feeder après la mort du batteur Jon Lee,. Il enseigne également à la Brighton Institute avec Ace.

### Retour (depuis 2009)

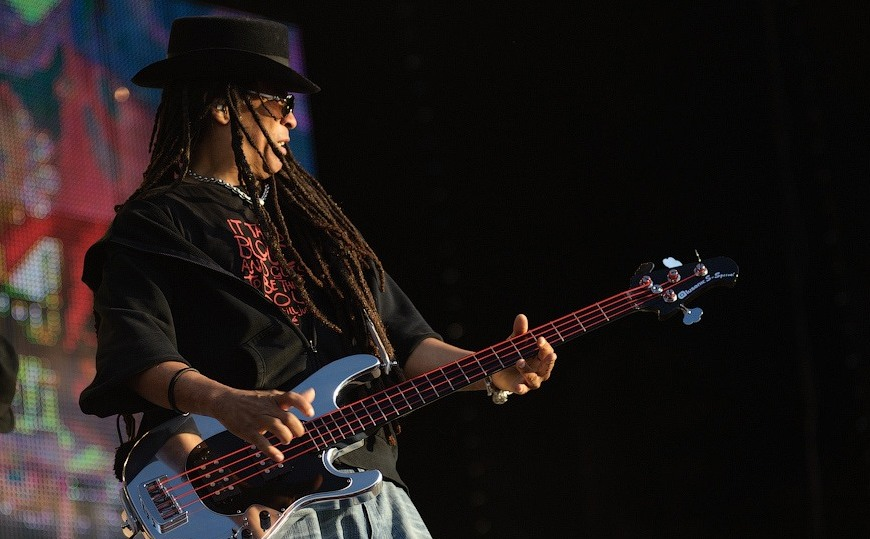
Cass en concert en Russie, en 2011.

À la suite de nombreuses rumeurs, le groupe annonce sa reformation fin 2008. Une première apparition officielle est programmée les 3 et 4 avril 2009 pour deux concerts dans le club de leurs débuts, le Water Rats, à Londres. Smashes And Trashes, une compilation comportant trois nouveaux titres (Because of You, Tear the Place Up et Squander), sort le 2 novembre 2009 et le groupe part ensuite en tournée à travers l'Europe. À la suite du succès de cette tournée, les membres du groupe enregistrent un quatrième album studio, Wonderlustre, qui sort le 13 septembre 2010. Celui-ci ne remporte guère de succès au Royaume-Uni mais se vend bien dans d'autres pays européens, notamment en Italie. Le groupe participe en 2011 à la réalisation de la bande originale du film Sucker Punch en reprenant Search and Destroy (des Stooges) et Army of Me (de Björk).

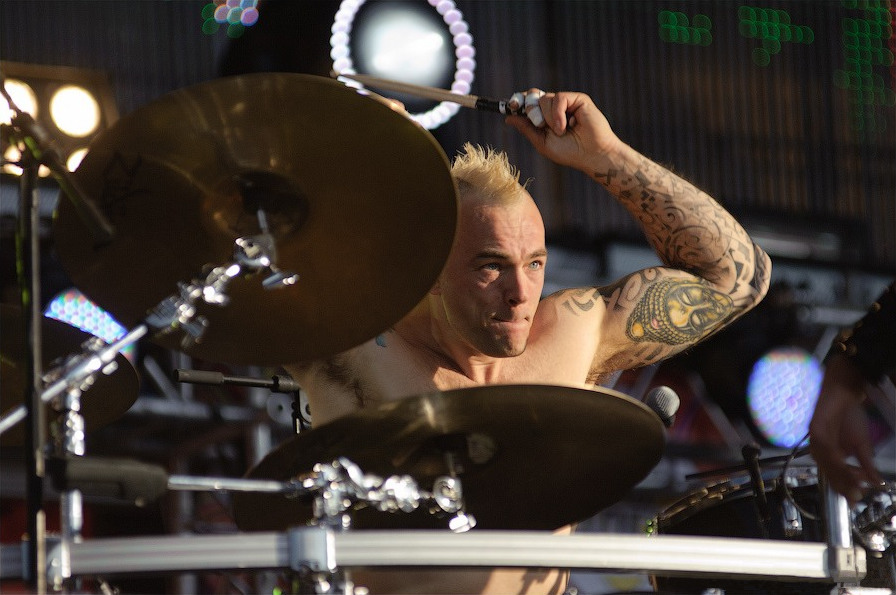
Mark Richardson en concert en Russie en 2011.

La formation participe à plusieurs festivals durant l'été 2011, notamment au Sziget Festival, mais aussi au Pukkelpop, où le groupe est sur scène au moment de la tragédie du 18 août 2011, un orage d'une extrême violence que Skin qualifie de « moment le plus effrayant de [sa] carrière ».
En 2012, le groupe enregistre à Londres son cinquième album studio, Black Traffic, qui sort le 17 septembre. Cet album est le premier du groupe à sortir sous son propre label indépendant, Verycords, en partenariat avec 100% Records, et il est suivi d'une tournée européenne en novembre 2012. Le 21 février 2013 sort le clip Spit You Out avec en featuring le groupe français Shaka Ponk. En septembre 2013, le groupe sort son premier album live, enregistré en acoustique en avril au Cadogan Hall de Londres.
Le groupe annonce en octobre 2015 que son sixième album studio, nommé Anarchytecture et enregistré aux studios RAK, sortira le 15 janvier 2016. Cette sortie est suivi d'une tournée européenne en février. La formation repart en tournée en Europe un an plus tard, en janvier et février 2017.
Le single What You Do For Love sort en 2019. La vidéo en noir et blanc de la chanson montre Skunk Anansie en concert. This Means War suit en 2020. Début 2022, les singles Piggy  et Can't Take You Anywhere sortent, mais aucun nouvel album n'est annoncé.
En février 2025, le groupe annonce son septième album studio The Painful Truth qui a été publié le 23 mai 2025.

## Membres

### Membres actuels
- Skin (Deborah Dyer) - chant (1994-2001, depuis 2009)
- Cass (Richard Lewis) - basse (1994-2001, depuis 2009)
- Ace (Martin Kent) - guitare (1994-2001, depuis 2009)
- Mark Richardson - batterie (1995-2001, depuis 2009)

### Anciens membres
- Robbie France - batterie (1994-1995)

## Discographie

### Albums studio
- 1995 : Paranoid and Sunburnt
- 1996 : Stoosh
- 1999 : Post Orgasmic Chill
- 2010 : Wonderlustre
- 2012 : Black Traffic
- 2016 : Anarchytecture
- 2025 : The Painful Truth

### Albums live
- 2013 : An Acoustic Skunk Anansie : Live in London
- 2019 : 25Live@25

### Compilations
- 2009 : Smashes and Trashes

## Ventes d'albums
Sauf mention contraire, les informations de ce tableau proviennent des sites internet lescharts.com et acharts.us.
| Titre                                      | Sortie            | Classement des ventes | Classement des ventes | Classement des ventes | Classement des ventes | Classement des ventes | Classement des ventes | Classement des ventes | Classement des ventes | Classement des ventes | Classement des ventes | Classement des ventes | Classement des ventes | Classement des ventes | Certifications                                      |
| Titre                                      | Sortie            | ALL                   | AUT                   | BEL FL                | BEL FR                | FRA                   | ITA                   | NOR                   | P-B                   | POL                   | POR                   | R-U                   | SUÈ                   | SUI                   | Certifications                                      |
| ------------------------------------------ | ----------------- | --------------------- | --------------------- | --------------------- | --------------------- | --------------------- | --------------------- | --------------------- | --------------------- | --------------------- | --------------------- | --------------------- | --------------------- | --------------------- | --------------------------------------------------- |
| Paranoid and Sunburnt                      | 18 septembre 1995 | 37                    | 19                    | 8                     | 24                    | —                     | —                     | 34                    | 22                    | —                     | —                     | 8                     | 7                     | —                     | : Platine · : Platine                               |
| Stoosh                                     | 7 octobre 1996    | 11                    | 6                     | 14                    | 22                    | 31                    | 15                    | 8                     | 5                     | —                     | —                     | 9                     | 18                    | 8                     | : Platine · : Platine · : Or · : Or · : Or · : Or · |
| Post Orgasmic Chill                        | 22 mars 1999      | 5                     | 6                     | 6                     | 25                    | 19                    | 2                     | 8                     | 10                    | —                     | —                     | 16                    | 31                    | 10                    | : 2 × Platine · : Or · : Or ·                       |
| Smashes and Trashes                        | 2 novembre 2009   | 53                    | 44                    | 22                    | 53                    | —                     | 12                    | —                     | 30                    | 47                    | 8                     | 74                    | —                     | 31                    | : Or                                                |
| Wonderlustre                               | 13 septembre 2010 | 27                    | 33                    | 8                     | 47                    | 67                    | 1                     | —                     | 12                    | 9                     | 21                    | 58                    | —                     | 11                    | : Or                                                |
| Black Traffic                              | 17 septembre 2012 | 33                    | 28                    | 30                    | 55                    | 72                    | 2                     | —                     | 32                    | 11                    | —                     | 42                    | —                     | 7                     |                                                     |
| An Acoustic Skunk Anansie : Live in London | 23 septembre 2013 | —                     | —                     | 16                    | 68                    | —                     | 21                    | —                     | 28                    | 16                    | 30                    | —                     | —                     | 87                    |                                                     |
| Anarchytecture                             | 15 janvier 2016   | 52                    | 48                    | 25                    | 36                    | —                     | 5                     | —                     | 37                    | 8                     | —                     | 85                    | —                     | 11                    |                                                     |